# 荒井耕
荒井 耕（あらい こう）は、日本の会計学者。専門は、医療・介護の管理会計。一橋大学大学院経営管理研究科教授。日本原価計算研究学会学会賞、日本会計研究学会太田黒澤賞、日本管理会計学会文献賞、日本公認会計士協会学術賞-MCS賞受賞。

## 人物・経歴
東京都出身。1994年に一橋大学商学部を卒業後、富士総合研究所（現みずほ情報総研）入所。1998年一橋大学大学院商学研究科修士課程修了、2001年一橋大学大学院商学研究科博士課程修了、博士（商学）。博士論文は「病院原価管理論」。
2001年大阪市立大学大学院経営学研究科講師、2002年同准教授に昇格。2008年一橋大学商学研究科准教授、2012年同教授昇格。2015年日本公認会計士協会学術賞MCS賞受賞。2016年関西学院大学大学院経営戦略研究科客員教授。
この間、エジンバラ大学経営大学院やカリフォルニア大学ロサンゼルス校で在外研究に従事した他、慶應義塾大学医学部非常勤講師、東京医科歯科大学大学医歯学総合研究科非常勤講師、東京大学大学院医学系研究科医療経済政策学講座非常勤講師、日本赤十字看護大学大学院看護学研究科非常勤講師、神戸大学大学院経営学研究科非常勤講師、厚生労働省中央社会保険医療協議会診療報酬調査専門組織保険医療専門審査員、総務省電気通信紛争処理委員会特別委員などを務める。

### 学歴
- 1994年 一橋大学商学部卒業
- 1998年 一橋大学大学院商学研究科修士課程修了
- 2001年 一橋大学大学院商学研究科博士課程修了
- 2001年 一橋大学より博士（商学）の学位を取得

### 職歴
- 2001年 大阪市立大学大学院経営学研究科講師
- 2002年 大阪市立大学大学院経営学研究科准教授
- 2008年 一橋大学大学院商学研究科准教授
- 2012年 一橋大学大学院商学研究科教授

### 社会的活動
- 2013年 総務省電気通信紛争処理委員会特別委員[6]
- 2015年 厚生労働省中央社会保険医療協議会公益委員[7]、同費用対効果評価専門部会長[8]
- 2015年 日本放送協会放送センター建替工事に関する専門家委員会委員

## 著書
- 『病院原価計算：医療制度適応への経営改革』中央経済社（日本管理会計学会・文献賞受賞）（2009）
- 『医療サービス価値企画：診療プロトコル開発による費用対成果の追求』中央経済社（2011)